# Дидимотика
Дидимотика или само Димотика, или Дидимотихо (грч. Διδυμότειχο [], тур. Dimetoka, буг.  [Dimotika), град је у у крајње североисточној Грчкој, у области Тракије. Дидимотика припада округу Еврос у оквиру периферије Источна Македонија и Тракија. 

## Положај
Дидимотика спада међу најудаљеније грчке градове од главног града Атине, готово 1000 км. Град је смештен близу реке Марице, која је у овом, доњем делу тока државна граница Грчке са са Турском. Дидимотика се историјски налази у области средишње Тракије. Надморска висина града је око 30 метара. Западно од града издижу се најисточнији огранци Родопа.

## Становништво
Кретање броја становника у општини по пописима:
| 1991.  | 2001.  | 2011.  |
| ------ | ------ | ------ |
| 19,450 | 18,998 | 19.493 |

## Галерија слика
- Градска тврђава
- Православна црква у Дидимотици
- Манастир на ободу града
- Остаци старе џамије